# District de Setúbal
Le district de Setúbal est un district du Portugal à cheval sur les régions Centre et Alentejo. 
Sa superficie est de 5 098,20 km2, ce qui en fait le 8e du pays en superficie. Sa population est de 829 007 habitants (2004). 
Sa capitale en est la ville éponyme de Setúbal.

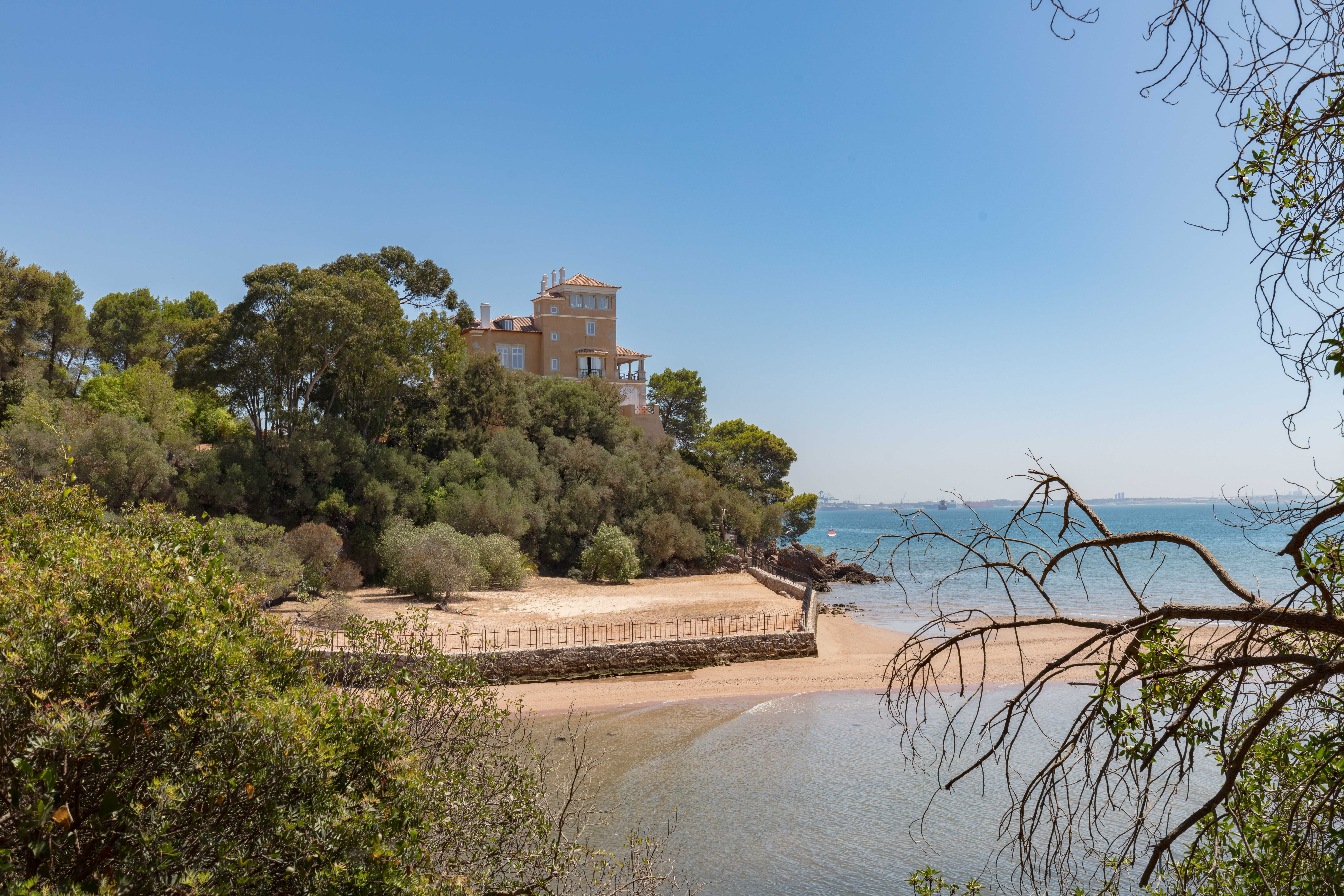
Palais de Comenda, Arrábida, Setúbal, Portugal

## Composition du district
Le district de Setúbal comprend 13 municipalités :
| Nom du district   | Superficie km² | Population (2004) | Densité hab./km² |
| ----------------- | -------------- | ----------------- | ---------------- |
| Alcácer do Sal    | +1 479,94      | +013 624,         | +0009,2          |
| Alcochete         | +0128,5        | +014 966,         | +0116,47         |
| Almada            | +0069,98       | +165 363,         | +2 363,          |
| Barreiro          | +0033,81       | +078 992,         | +2 336,35        |
| Grândola          | +0805,         | +014 454,         | +0017,96         |
| Moita             | +0055,08       | +070 226,         | +1 274,98        |
| Montijo           | +0347,35       | +040 466,         | +0116,5          |
| Palmela           | +0461,82       | +058 222,         | +0126,07         |
| Santiago do Cacém | +1 058,62      | +030 203,         | +0028,53         |
| Seixal            | +0093,58       | +164 715,         | +1 760,15        |
| Sesimbra          | +0194,98       | +044 046,         | +0225,9          |
| Setúbal           | +0170,57       | +120 117,         | +0704,21         |
| Sines             | +0198,97       | +013 613,         | +0068,42         |
| ~ Ensemble ~      | +5 098,2       | +829 007,         | +0162,61         |

## Régions et sous-régions statistiques
En matière statistique, les 13 municipalités sont réparties ainsi :
- Région de Lisbonne :
  - sous-région de la Péninsule de Setúbal :
Alcochete, Almada, Barreiro, Moita, Montijo, Palmela, Seixal, Sesimbra, Setúbal
- région de l'Alentejo :
  - sous-région de l'Alentejo littoral :
Alcácer do Sal, Grândola, Santiago do Cacém, Sines